# Lamium purpureum

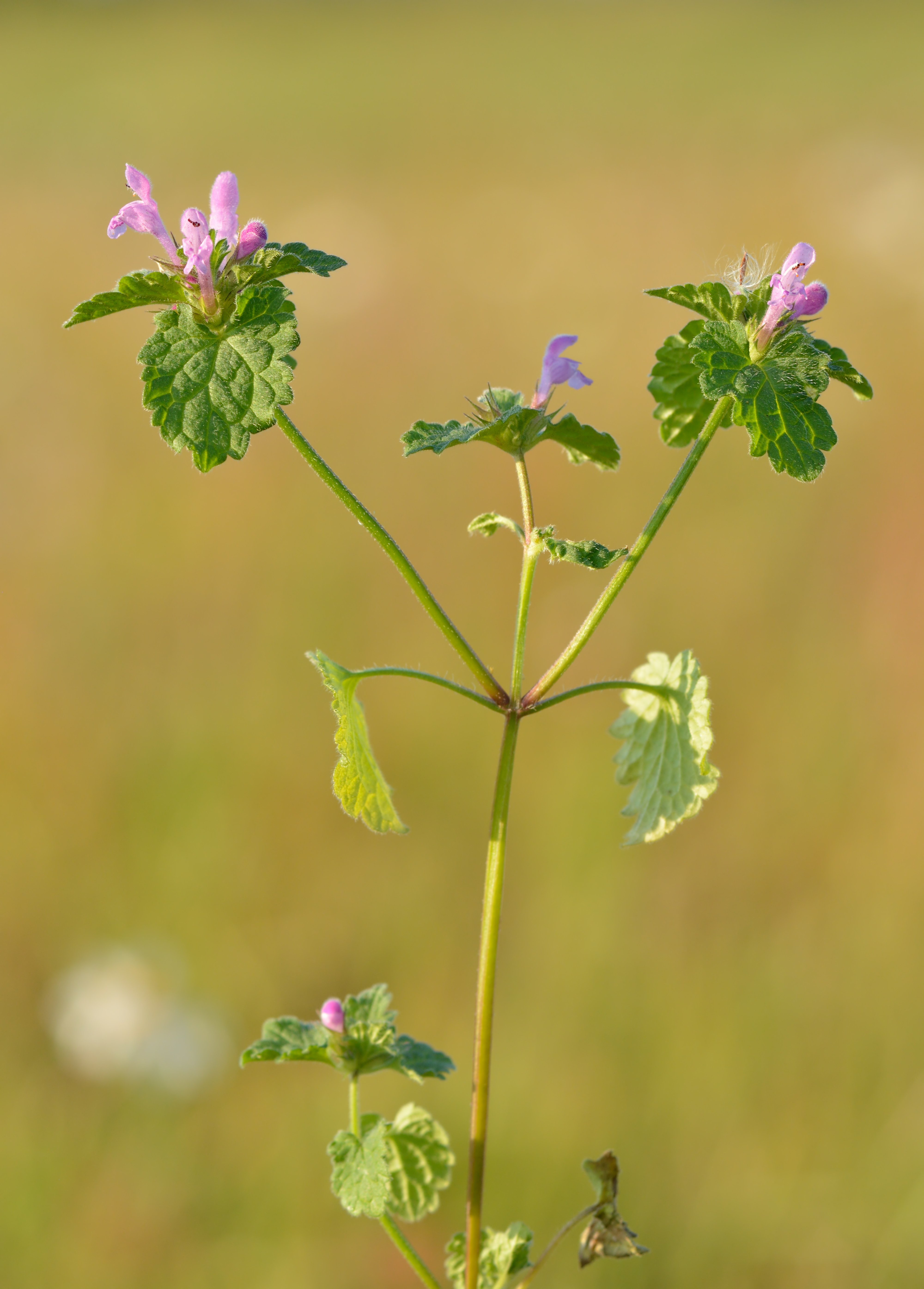
Lamio púrpura

La ortiga muerta purpúrea, lamio púrpura u ortiga roja  (Lamium purpureum) es una planta cosmopolita de la familia de las labiadas.

## Descripción
Planta anual. Sobre su tallo cuadrangular casi desnudo desde la base se apelotonan en ordenada pirámide terminal las hojas y las flores; aquellas ovales, acorazonadas, brevemente pecioladas y crenuladas en el borde; éstas en verticilos casi escondidos, con cáliz acampanado y corola de algo más de un centímetro mostrando claramente sus dos labios. el inferior bífido.

## Sinonimia
Lamium purpureum Macaronesia, Mediterráneo y Eurasia.
- Lamiopsis purpurea (L.) Opiz, Seznam: 56 (1852).

var. ehrenbergii (Boiss. & Reut.) Mennema, Leiden Bot. Ser. 11: 120 (1989). Turquía a Líbano.
- Lamium ehrenbergii Boiss. & Reut., Fl. Orient. 4: 761 (1879).

var. hybridum (Vill.) Vill., Hist. Pl. Dauphiné 2: 385 (1787). Macaronesia, Mediterráneo hasta Suiza.
- Lamium hybridum Vill., Hist. Pl. Dauphiné 1: 251 (1786).
- Lamium purpureum subsp. hybridum (Vill.) Nyman, Consp. Fl. Eur.: 575 (1881).

var. incisum (Willd.) Pers., Syn. Pl. 2: 122 (1806). Europa y Mediterráneo.
- Lamium incisum Willd., Sp. Pl. 3: 89 (1800).
- Lamium dissectum With., Arr. Brit. Pl. ed. 3, 3: 537 (1796).
- Lamium westphalium Weihe, Flora 1(Beil. 3): 105 (1822).
- Lamium urticifolium Weihe ex Rchb., Iconogr. Bot. Pl. Crit. 3: 21 (1825).
- Lamium confusum Martrin-Donos, Fl. Tarn: 561 (1864).
- Mentha incisa Humn., Cat. Pl. Luxueil.: 48 (1876).
- Lamium felixii L.C.Lamb., Monde Pl. 1906: 16 (1906).
- Lamium aeolicum Lojac., Fl. Sicul. 2: 234 (1907).

var. moluccellifolium Schumach., Enum. Pl. 1: 178 (1801). Oeste de Europa hasta Suiza.
- Lamium moluccellifolium (Schumach.) Fr., Novit. Fl. Svec.: 72 (1819).

var. purpureum. Macaronesia, Mediterráneo y Europa hasta Siberia.
- Lamium nudum Crantz, Stirp. Austr. Fasc., ed. 2, 4: 259 (1763).
- Lamium foetidum Garsault, Fig. Pl. Méd.: t. 319 (1764), opus utique oppr.
- Lamium molle Sol. in Aiton, Hort. Kew. 2: 297 (1789).
- Lamium foetidum Gilib., Excerc. Phyt. 1: 97 (1792), opus utique oppr.
- Lamium ocimifolium Sm. in Rees, Cycl. 20: 14 (1812).
- Lamium coesfeldiae Weihe ex Rchb., Iconogr. Bot. Pl. Crit. 3: 21 (1825).
- Lamium decipiens Sond. ex Martrin-Donos, Fl. Tarn: 560 (1864).
- Lamium albiflorum Schur, Enum. Pl. Transsilv.: 534 (1866).
- Lamium durandoi Pomel, Nouv. Mat. Fl. Atl.: 117 (1874).
- Lamium guestphalicum Weihe ex Nyman, Consp. Fl. Eur.: 575 (1881).
- Lamium boreale Druce, Rep. Bot. Exch. Club Soc. Brit. Isles 7: 53 (1924)[3]